# إعادة استخدام

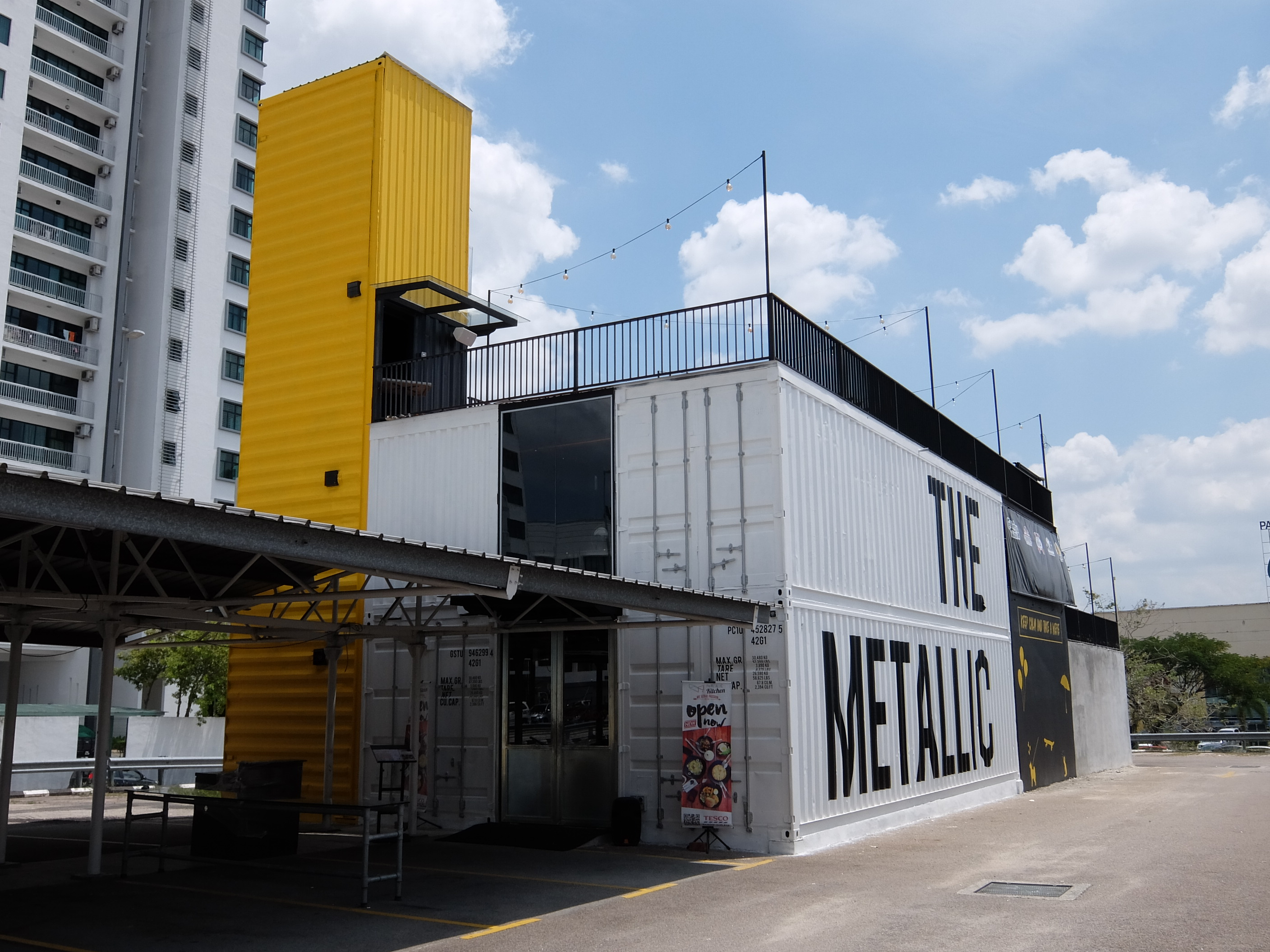

إعادة الاستخدام أو إعادة الاستعمال هي إجراء أو ممارسة لاستخدام عنصر ما، سواء لغرضه الأصلي (إعادة الاستخدام التقليدية) أو لتنفيذ وظيفة مختلفة مثل (إعادة التدوير للأفضل أو إعادة توظيفها لأغراض أخرى). يجب التمييز بينه وبين إعادة التدوير، وهو تفكيك المواد المستخدمة إلى مكوناتها الخام بهدف تصنيع منتجات جديدة. تُساعد عملية إعادة الاستخدام -عن طريق أخذ لا إعادة معالجة العناصر المستخدمة سابقًا- على توفير الوقت والمال والطاقة والموارد. يمكن أن توفر عملية إعادة الاستخدام -من الناحية الاقتصادية الأوسع نطاقًا- منتجات عالية الجودة للأشخاص والمؤسسات ذات الموارد المحدودة، بالإضافة إلى توفير فرص عمل ونشاط تجاري يساهم في دعم الاقتصاد.
كان الدافع المالي على مر التاريخ أحد الدوافع الرئيسة لعملية إعادة الاستخدام. يمكن أن يؤدي هذا الدافع في العالم النامي إلى تطبيق مستويات عالية جدًا من عملية إعادة الاستخدام، ولكن ارتفاع الأجور وما يترتب على ذلك من طلب المستهلك على المنتجات الاستهلاكية، جعل عملية إعادة استخدام العناصر منخفضة القيمة في عمليات -مثل التعبئة والتغليف- غير اقتصادية بالأخص في البلدان الأكثر ثراءً، ما أدى إلى إيقاف العديد برامج إعادة استخدام. يغير الوعي البيئي الحالي السلوكيات والأنظمة تدريجيًا، مثل قوانين التعبئة والتغليف الجديدة، التي بدأت تدريجيًا في عكس الوضع الحالي.
يُعتبر الحليب المُوصل في أقنية زجاجية إلى أبواب المنازل من الأمثلة على إعادة الاستخدام التقليدية، وتشمل الأمثلة الأخرى تجديد الإطارات واستخدام الصناديق البلاستيكية القابلة للإرجاع / القابلة لإعادة الاستخدام، وحاويات الشحن، بدلاً من الصناديق أحادية الاستخدام المكونة من ألياف مضغوطة مزدوجة.

## الميزات والعيوب
تمتلك عملية إعادة الاستخدام بعض المزايا المحتملة:
- توفير الطاقة والمواد الخام، مثل استخدام منتجات تمكن إعادة استخدامها بدلًا عن العديد من المنتجات أحادية الاستخدام، ما الأمر يقلل عدد المنتجات التي يجب تصنيعها.
- انخفاض احتياجات التخلص وتكاليفه.
- يمكن أن يجلب التجديد وظائف راقية مُستدامة ذات أجور جيدة للاقتصادات النامية.
- غالبًا ما يكون التوفير في التكاليف للشركات والمستهلكين عبر منتج تمكن إعادة استخدامه، وأرخص من العديد من المنتجات أحادية الاستخدام التي يحل محلها.
- تُعد بعض العناصر القديمة أفضل من جهة الصناعة اليدوية وأثمن من ناحية القيمة.

ثمة بعض العيوب الواضحة أيضا:
- تتطلب عملية إعادة الاستخدام التنظيف أو النقل غالبًا، ولهذا تكاليف بيئية.
- قد تكون بعض العناصر -مثل أجهزة الفريون ومقاعد الأطفال الرضع وأجهزة التلفاز القديمة والسيارات المستعملة- خطرة أو أقل كفاءة في استخدام الطاقة مع استمرار استخدامها.
- يجب أن تكون المنتجات القابلة لإعادة الاستخدام أكثر استدامةً من المنتجات وحيدة الاستخدام، لذا فهي تتطلب المزيد من المواد لكل عنصر. يُعتبر هذا الأمر مهمًا على وجه الخصوص إذا أُعيد استخدام كمية صغيرة فقط من المنتجات القابلة لإعادة الاستخدام.
- يستغرق فرز ة العناصر وإعدادها لإعادة الاستخدام وقتًا، وهو أمر غير مريح للمستهلكين ويكلف الشركات مالًا.
- هناك حاجة إلى مهارات خاصة لتعديل الإنتاجية الوظيفية للعناصر عند تخصيصها لاستخدامات جديدة خارج غرض استخدامها الأساسي.
- يُعد من الضروري معرفة المعايير التي تتوافق مع المنتجات القديمة، لمعرفة ما هي المحولات التي يجب شراؤها للمنتجات الأحدث لتكون متوافقة معها، على الرغم من أن تكلفة المحولات لهذه التطبيقات هي عيب بسيط فقط.
- نظرًا إلى كونه عيبًا بسيطًا إلى حد ما، يمكن أن يحوي المعدن -الذي يُعاد استخدامه في وقت لاحق- صدأ أحيانًا، إذ قد يكون في بعض الأحيان قديمًا قبل إعادة الاستخدام حتى.

## أمثلة

### مراكز إعادة استخدام ومبادلات عبر الإنترنت
تعمل هذه الخدمات على تسهيل المعاملات وإعادة توزيع المواد والمعدات غير المرغوب فيها، التي يمكن استخدامها بشكل كامل، من كيان إلى آخر. يمكن أن تكون هذه الكيانات التي تستفيد من جانبي هذه الخدمة (بصفة مانحين أو بائعين أو متلقين أو مشترين) أعمالًا تجارية وغير ربحية ومدارس ومجموعات مجتمعية وأفراد. يحتفظ البعض بمساحة مادية (مركز لإعادة الاستخدام)، بينما يعمل البعض الآخر بمثابة خدمة تبادلية (تبادل افتراضي عبر الإنترنت). تملك مراكز إعادة الاستخدام عمومًا مستودعات وشاحنات، إذ يأخذون المواد المتبرَع بها ويتيحونها لإعادة التوزيع أو البيع. لا تحتوي التبادلات الافتراضية على مساحة أو شاحنات مادية، بل تسمح للمستخدمين بنشر قوائم المواد المتاحة والمطلوبة (مجانًا أو بتكلفة رخيصة) على موقع ويب لتبادل المواد عبر الإنترنت. يساعد الموظفون في تسهيل تبادل هذه المواد دون الاستحواذ عليها.

### معالجة قضايا الإصلاح وإعادة الاستخدام وإعادة التدوير
ثمة طريقة واحدة لمعالجة الأمر، وهي زيادة العمر الافتراضي للمنتج؛ وذلك إما عبر إطالة العمر الأول للمنتج أو معالجة مشكلات الإصلاح وإعادة الاستخدام وإعادة التدوير. تُعد عملية إعادة استخدام المنتجات، أي توسيع استخدام هذا العنصر إلى أبعد من النقطة التي يُتخلص منه من قِبل المستخدم الأول، أفضل من عملية إعادة التدوير أو التخلص منه، إذ يُعتبر هو الحل الأقل استهلاكًا للطاقة، على الرغم من أن هذا الحل يُتجاهل في كثير من الأحيان.
تدرك حزمة الاقتصاد الدائري للاتحاد الأوروبي أهمية إطالة عمر المنتج، بل وتتضمن إصلاح المنتجات وإعادة استخدامها في خطة عملها لضمان وصول المنتجات إلى عمرها الأمثل. إذا تُوصل إلى أهداف خفض انبعاثات الغازات الدفيئة، يجب حينئذٍ إعادة إدراجها ضمن نهج دورة حياة كاملة.